# Josip Cazi
Josip Cazi, hrvaški častnik in politik, * 16. marec 1907, † 1977.

## Življenjepis
Leta 1926 je postal član KPJ in bil pozneje zaradi revolucionarnega delovanja dvakrat zaprt; med drugim je bil sekretar Oblastnega sindikata metalnih delavcev za Hrvaško, član Sindikalne komisije in Komisije za agitacijo in propagando pri CK KPH.
NOVJu se je pridružil leta 1941. Med vojno je bil politični komisar v več enotah (2. liški odred, 2. slavonski odred,...) in vodja Partijske šole CP KPH. Prav tako je bil izvoljen za člana AVNOJa in ZAVNOH.
Po vojni je postal minister za lahko industrijo SFRJ, član Zveznega odbora SSRNJ, član CK ZKJ in CK SKH (do 1968), poslanec Narodne skupščine Hrvaške in Zvezne skupščine, sodnik Ustavnega sodišča,... 

## Odlikovanja
- Red ljudske osvoboditve
- Red jugoslovanske zastave